# Arenthon
Arenthon é uma comuna francesa na região administrativa de Auvérnia-Ródano-Alpes, no departamento de Alta Saboia. Estende-se por uma área de 11,47 km². Em 2010 a comuna tinha 1 850 habitantes (densidade: 161,3 hab./km²).